# 2024-es Formula–1 brit nagydíj
A brit nagydíj a 2024-es Formula–1 világbajnokság tizenkettedik futama volt, amelyet 2024. július 5. és július 7. között rendeztek meg a Silverstone Circuit versenypályán, Silverstone-ban.

## Választható keverékek
| Abroncs              | Friss | Használt |
| -------------------- | ----- | -------- |
| Kemény keverék (C1)  |       |          |
| Közepes keverék (C2) |       |          |
| Lágy keverék (C3)    |       |          |
| Átmeneti esőgumi (I) |       |          |
| Teljes esőgumi (W)   |       |          |

## Szabadedzések

### Első szabadedzés
A brit nagydíj első szabadedzését július 5-én, péntek délután tartották, magyar idő szerint 13:30-tól.
| helyezés | versenyző        | csapat/motor                 | elért idő | különbség | futott kör |
| -------- | ---------------- | ---------------------------- | --------- | --------- | ---------- |
| 1        | Lando Norris     | McLaren-Mercedes             | 1:27,420  |           | 26         |
| 2        | Lance Stroll     | Aston Martin Aramco-Mercedes | 1:27,554  | +0,134    | 22         |
| 3        | Oscar Piastri    | McLaren-Mercedes             | 1:27,631  | +0,211    | 18         |
| 4        | Max Verstappen   | Red Bull Racing-Honda RBPT   | 1:27,729  | +0,309    | 25         |
| 5        | George Russell   | Mercedes                     | 1:27,738  | +0,318    | 26         |
| 6        | Fernando Alonso  | Aston Martin Aramco-Mercedes | 1:27,794  | +0,374    | 27         |
| 7        | Lewis Hamilton   | Mercedes                     | 1:27,858  | +0,438    | 26         |
| 8        | Charles Leclerc  | Ferrari                      | 1:27,903  | +0,483    | 26         |
| 9        | Carlos Sainz Jr. | Ferrari                      | 1:27,925  | +0,505    | 27         |
| 10       | Esteban Ocon     | Alpine-Renault               | 1:27,974  | +0,554    | 24         |
| 11       | Nico Hülkenberg  | Haas-Ferrari                 | 1:28,082  | +0,662    | 22         |
| 12       | Valtteri Bottas  | Kick Sauber-Ferrari          | 1:28,254  | +0,834    | 26         |
| 13       | Daniel Ricciardo | RB-Honda RBPT                | 1:28,477  | +1,057    | 24         |
| 14       | Oliver Bearman   | Haas-Ferrari                 | 1:28,536  | +1,116    | 25         |
| 15       | Csou Kuan-jü     | Kick Sauber-Ferrari          | 1:28,590  | +1,170    | 24         |
| 16       | Alexander Albon  | Williams-Mercedes            | 1:28,649  | +1,229    | 25         |
| 17       | Jack Doohan      | Alpine-Renault               | 1:28,735  | +1,315    | 22         |
| 18       | Franco Colapinto | Williams-Mercedes            | 1:29,078  | +1,658    | 24         |
| 19       | Isack Hadjar     | Red Bull Racing-Honda RBPT   | 1:29,270  | +1,850    | 15         |
| 20       | Cunoda Júki      | RB-Honda RBPT                | 1:29,864  | +2,444    | 5          |

### Második szabadedzés
A brit nagydíj második szabadedzését július 5-én, péntek délután tartották, magyar idő szerint 17:00-tól.
| helyezés | versenyző        | csapat/motor                 | elért idő | különbség | futott kör |
| -------- | ---------------- | ---------------------------- | --------- | --------- | ---------- |
| 1        | Lando Norris     | McLaren-Mercedes             | 1:26,549  |           | 26         |
| 2        | Oscar Piastri    | McLaren-Mercedes             | 1:26,880  | +0,331    | 24         |
| 3        | Sergio Pérez     | Red Bull Racing-Honda RBPT   | 1:26,983  | +0,434    | 25         |
| 4        | Nico Hülkenberg  | Haas-Ferrari                 | 1:26,990  | +0,441    | 26         |
| 5        | Charles Leclerc  | Ferrari                      | 1:27,150  | +0,601    | 27         |
| 6        | Lewis Hamilton   | Mercedes                     | 1:27,202  | +0,653    | 26         |
| 7        | Max Verstappen   | Red Bull Racing-Honda RBPT   | 1:27,233  | +0,684    | 21         |
| 8        | Carlos Sainz Jr. | Ferrari                      | 1:27,249  | +0,700    | 31         |
| 9        | Lance Stroll     | Aston Martin Aramco-Mercedes | 1:27,274  | +0,725    | 21         |
| 10       | George Russell   | Mercedes                     | 1:27,294  | +0,745    | 26         |
| 11       | Fernando Alonso  | Aston Martin Aramco-Mercedes | 1:27,372  | +0,823    | 25         |
| 12       | Valtteri Bottas  | Kick Sauber-Ferrari          | 1:27,381  | +0,832    | 16         |
| 13       | Alexander Albon  | Williams-Mercedes            | 1:27,645  | +1,096    | 26         |
| 14       | Pierre Gasly     | Alpine-Renault               | 1:27,732  | +1,183    | 24         |
| 15       | Esteban Ocon     | Alpine-Renault               | 1:27,743  | +1,194    | 19         |
| 16       | Cunoda Júki      | RB-Honda RBPT                | 1:27,745  | +1,196    | 26         |
| 17       | Logan Sargeant   | Williams-Mercedes            | 1:27,809  | +1,260    | 24         |
| 18       | Csou Kuan-jü     | Kick Sauber-Ferrari          | 1:27,813  | +1,264    | 19         |
| 19       | Daniel Ricciardo | RB-Honda RBPT                | 1:27,916  | +1,367    | 25         |
| 20       | Kevin Magnussen  | Haas-Ferrari                 | 1:28,122  | +1,573    | 20         |

### Harmadik szabadedzés
A brit nagydíj harmadik szabadedzését július 6-án, szombat délután tartották, magyar idő szerint 12:30-tól.
| helyezés | versenyző        | csapat/motor                 | elért idő  | különbség | futott kör |
| -------- | ---------------- | ---------------------------- | ---------- | --------- | ---------- |
| 1        | George Russell   | Mercedes                     | 1:37,529   |           | 23         |
| 2        | Lewis Hamilton   | Mercedes                     | 1:37,564   | +0,035    | 28         |
| 3        | Lando Norris     | McLaren-Mercedes             | 1:37,714   | +0,185    | 20         |
| 4        | Carlos Sainz Jr. | Ferrari                      | 1:38,139   | +0,610    | 23         |
| 5        | Max Verstappen   | Red Bull Racing-Honda RBPT   | 1:38,393   | +0,864    | 20         |
| 6        | Charles Leclerc  | Ferrari                      | 1:38,454   | +0,925    | 26         |
| 7        | Oscar Piastri    | McLaren-Mercedes             | 1:38,654   | +1,125    | 27         |
| 8        | Fernando Alonso  | Aston Martin Aramco-Mercedes | 1:38,940   | +1,411    | 21         |
| 9        | Sergio Pérez     | Red Bull Racing-Honda RBPT   | 1:39,284   | +1,755    | 18         |
| 10       | Nico Hülkenberg  | Haas-Ferrari                 | 1:39,340   | +1,811    | 16         |
| 11       | Alexander Albon  | Williams-Mercedes            | 1:39,603   | +2,074    | 24         |
| 12       | Lance Stroll     | Aston Martin Aramco-Mercedes | 1:39,700   | +2,171    | 23         |
| 13       | Logan Sargeant   | Williams-Mercedes            | 1:39,702   | +2,173    | 22         |
| 14       | Cunoda Júki      | RB-Honda RBPT                | 1:39,820   | +2,291    | 26         |
| 15       | Valtteri Bottas  | Kick Sauber-Ferrari          | 1:40,242   | +2,713    | 22         |
| 16       | Esteban Ocon     | Alpine-Renault               | 1:40,430   | +2,901    | 25         |
| 17       | Kevin Magnussen  | Haas-Ferrari                 | 1:40,539   | +3,010    | 21         |
| 18       | Daniel Ricciardo | RB-Honda RBPT                | 1:40,823   | +3,294    | 28         |
| 19       | Csou Kuan-jü     | Kick Sauber-Ferrari          | 1:41,785   | +4,256    | 23         |
| 20       | Pierre Gasly     | Alpine-Renault               | idő nélkül |           | 2          |

## Időmérő edzés
A brit nagydíj időmérő edzését július 6-án, szombat délután tartották, magyar idő szerint 16:00-tól.
| helyezés | rajtszám | versenyző        | csapat/motor                 | 1. rész  | 2. rész  | 3. rész  | rajthely | futott kör |
| -------- | -------- | ---------------- | ---------------------------- | -------- | -------- | -------- | -------- | ---------- |
| 1        | 63       | George Russell   | Mercedes                     | 1:30,106 | 1:26,723 | 1:25,819 | 1        | 26         |
| 2        | 44       | Lewis Hamilton   | Mercedes                     | 1:29,547 | 1:26,770 | 1:25,990 | 2        | 25         |
| 3        | 4        | Lando Norris     | McLaren-Mercedes             | 1:31,596 | 1:26,559 | 1:26,030 | 3        | 22         |
| 4        | 1        | Max Verstappen   | Red Bull Racing-Honda RBPT   | 1:31,342 | 1:26,796 | 1:26,203 | 4        | 24         |
| 5        | 81       | Oscar Piastri    | McLaren-Mercedes             | 1:30,895 | 1:26,733 | 1:26,237 | 5        | 24         |
| 6        | 27       | Nico Hülkenberg  | Haas-Ferrari                 | 1:31.929 | 1:26.847 | 1:26.338 | 6        | 17         |
| 7        | 55       | Carlos Sainz Jr. | Ferrari                      | 1:30.557 | 1:26.843 | 1:26.509 | 7        | 24         |
| 8        | 18       | Lance Stroll     | Aston Martin Aramco-Mercedes | 1:31,410 | 1:26,938 | 1:26,585 | 8        | 24         |
| 9        | 23       | Alexander Albon  | Williams-Mercedes            | 1:31,135 | 1:26,933 | 1:26,640 | 9        | 23         |
| 10       | 14       | Fernando Alonso  | Aston Martin Aramco-Mercedes | 1:31,264 | 1:26,730 | 1:26,917 | 10       | 24         |
| 11       | 16       | Charles Leclerc  | Ferrari                      | 1:30,496 | 1:27,097 |          | 11       | 18         |
| 12       | 2        | Logan Sargeant   | Williams-Mercedes            | 1:31,608 | 1:27,175 |          | 12       | 20         |
| 13       | 22       | Cunoda Júki      | RB-Honda RBPT                | 1:30,994 | 1:27,269 |          | 13       | 17         |
| 14       | 24       | Csou Kuan-jü     | Kick Sauber-Ferrari          | 1:31,190 | 1:27,867 |          | 14       | 22         |
| 15       | 3        | Daniel Ricciardo | RB-Honda RBPT                | 1:31,291 | 1:27,949 |          | 15       | 18         |
| 16       | 77       | Valtteri Bottas  | Kick Sauber-Ferrari          | 1:32,431 |          |          | 16       | 11         |
| 17       | 20       | Kevin Magnussen  | Haas-Ferrari                 | 1:32,905 |          |          | 17       | 6          |
| 18       | 31       | Esteban Ocon     | Alpine-Renault               | 1:34,557 |          |          | 18       | 11         |
| 19       | 11       | Sergio Pérez     | Red Bull Racing-Honda RBPT   | 1:38,348 |          |          | box      | 5          |
| 20       | 10       | Pierre Gasly     | Alpine-Renault               | 1:39,804 |          |          | 19[a]    | 7          |

Megjegyzés:
- ↑ a:  Pierre Gasly autóján több alkatrészt is kicserélték, ezért az utolsó helyről kezdheti meg a versenyt.

## Futam
A brit nagydíj futamát július 7-én, vasárnap délután tartották, magyar idő szerint 16:00-tól.
| helyezés | rajtszám | versenyző        | csapat/motor                 | futott kör | idő/kiesés oka | rajthely | pont |
| -------- | -------- | ---------------- | ---------------------------- | ---------- | -------------- | -------- | ---- |
| 1        | 44       | Lewis Hamilton   | Mercedes                     | 52         | 1:22:27,059    | 2        | 25   |
| 2        | 1        | Max Verstappen   | Red Bull Racing-Honda RBPT   | 52         | +1,465         | 4        | 18   |
| 3        | 4        | Lando Norris     | McLaren-Mercedes             | 52         | +7,547         | 3        | 15   |
| 4        | 81       | Oscar Piastri    | McLaren-Mercedes             | 52         | +12,429        | 5        | 12   |
| 5        | 55       | Carlos Sainz Jr. | Ferrari                      | 52         | +47,318        | 7        | 11   |
| 6        | 27       | Nico Hülkenberg  | Haas-Ferrari                 | 52         | +55,722        | 6        | 8    |
| 7        | 18       | Lance Stroll     | Aston Martin Aramco-Mercedes | 52         | +56,569        | 8        | 6    |
| 8        | 14       | Fernando Alonso  | Aston Martin Aramco-Mercedes | 52         | +1:03,577      | 10       | 4    |
| 9        | 23       | Alexander Albon  | Williams-Mercedes            | 52         | +1:08,387      | 9        | 2    |
| 10       | 22       | Cunoda Júki      | RB-Honda RBPT                | 52         | +1:19,303      | 13       | 1    |
| 11       | 2        | Logan Sargeant   | Williams-Mercedes            | 52         | +1:28,960      | 12       |      |
| 12       | 20       | Kevin Magnussen  | Haas-Ferrari                 | 52         | +1:30,153      | 17       |      |
| 13       | 3        | Daniel Ricciardo | RB-Honda RBPT                | 51         | +1 kör         | 15       |      |
| 14       | 16       | Charles Leclerc  | Ferrari                      | 51         | +1 kör         | 11       |      |
| 15       | 77       | Valtteri Bottas  | Kick Sauber-Ferrari          | 51         | +1 kör         | 16       |      |
| 16       | 31       | Esteban Ocon     | Alpine-Renault               | 50         | +2 kör         | 18       |      |
| 17       | 11       | Sergio Pérez     | Red Bull Racing-Honda RBPT   | 50         | +2 kör         | box      |      |
| 18       | 24       | Csou Kuan-jü     | Kick Sauber-Ferrari          | 50         | +2 kör         | 14       |      |
| Ki       | 63       | George Russell   | Mercedes                     | 33         | víznyomás      | 1        |      |
| Ni       | 10       | Pierre Gasly     | Alpine-Renault               | 0          | váltó          | –        |      |

## A világbajnokság állása a verseny után
| H   | Versenyzők       | Pont | H   | Konstruktőrök                | Pont |
| --- | ---------------- | ---- | --- | ---------------------------- | ---- |
| 1.  | Max Verstappen   | 255  | 1.  | Red Bull Racing-Honda RBPT   | 373  |
| 2.  | Lando Norris     | 171  | 2.  | Ferrari                      | 302  |
| 3.  | Charles Leclerc  | 150  | 3.  | McLaren-Mercedes             | 295  |
| 4.  | Carlos Sainz Jr. | 146  | 4.  | Mercedes                     | 221  |
| 5.  | Oscar Piastri    | 124  | 5.  | Aston Martin Aramco-Mercedes | 68   |
| 6.  | Sergio Pérez     | 118  | 6.  | RB-Honda RBPT                | 31   |
| 7.  | George Russell   | 111  | 7.  | Haas-Ferrari                 | 27   |
| 8.  | Lewis Hamilton   | 110  | 8.  | Alpine-Renault               | 9    |
| 9.  | Fernando Alonso  | 45   | 9.  | Williams-Mercedes            | 4    |
| 10. | Lance Stroll     | 23   | 10. | Kick Sauber-Ferrari          | 0    |

(A teljes táblázat)

## Statisztikák
- Vezető helyen:
  - Lando Norris: 19 kör (20-27, 29-39)
  - George Russell: 17 kör (1–17)
  - Lewis Hamilton: 15 kör (18–19, 40-52)
  - Oscar Piastri: 1 kör (28)
- George Russell 3. pole-pozíciója.
- Carlos Sainz Jr. 4. versenyben futott leggyorsabb köre.
- Lewis Hamilton 104. futamgyőzelme.
- A Mercedes 127. futamgyőzelme.
- Lewis Hamilton 199., Max Verstappen 107., és Lando Norris 20. dobogós helyezése.